# Institut indien de technologie de Delhi

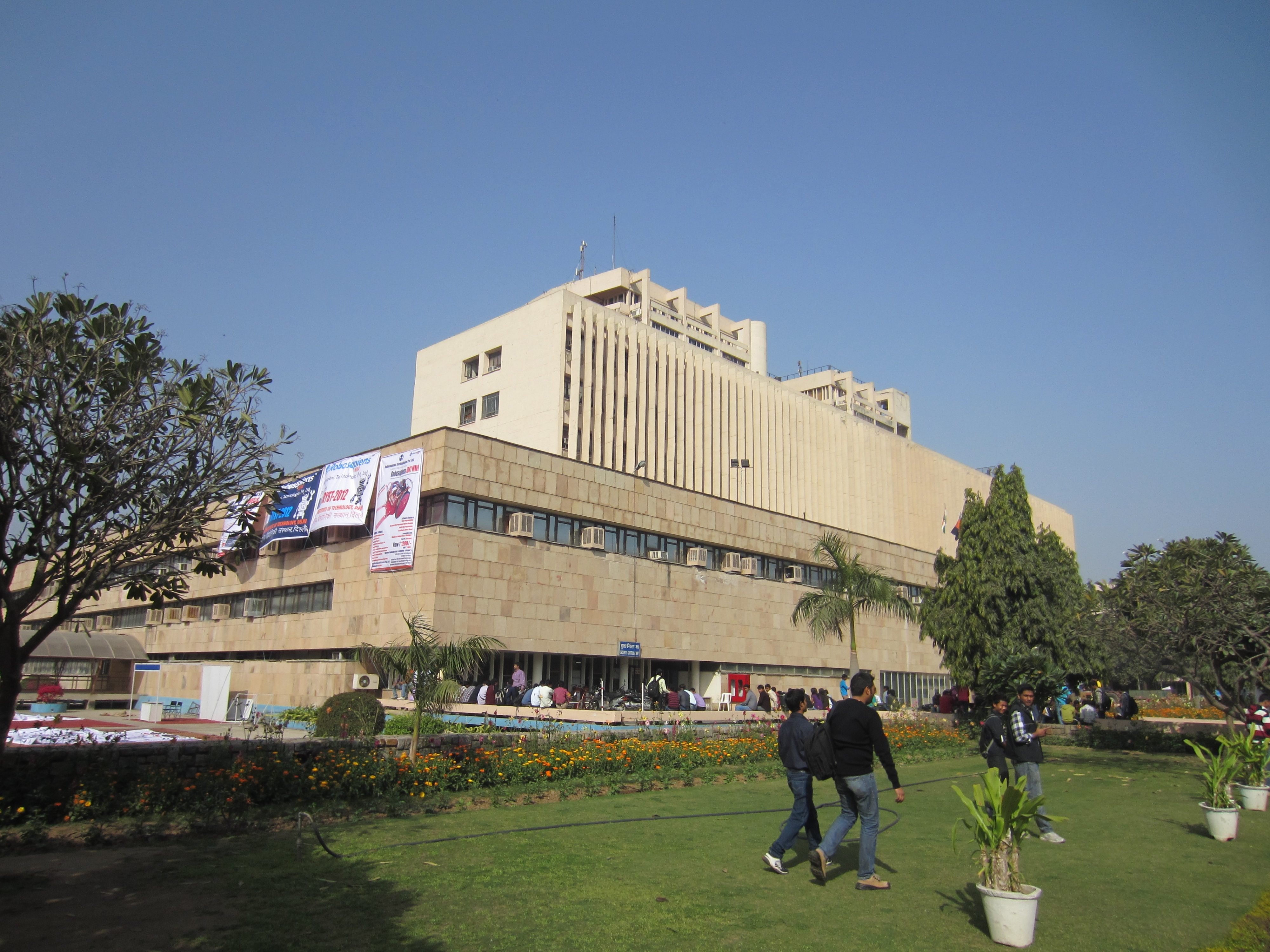
Bâtiment de l'Institut indien de technologie de Delhi

L'institut indien de technologie de Delhi (Indian Institute of Technology, Delhi ou IIT Delhi) est l'un des principaux collèges d'ingénierie de l'Inde. Il fait partie d'un réseau de collèges d'excellence en ingénierie, les Instituts indiens de technologie.
Dans le classement de l'année 2006 du Times Higher Education Supplement (THES), les instituts indiens de technologie arrivent en troisième position dans l'ensemble des universités scientifiques mondiales. 
En 2005, la résolution numéro 227 a été adoptée par congrès des États-Unis, pour honorer les diplômés de l'Institut indien de technologie pour leur contribution à l'économie américaine.

## Diplômés notoires
- Vinod Khosla, cofondateurs de Sun Microsystems
- Ashok Belani, directeur de la technologie de Schlumberger